# Понтардауе
Понтарда̀уе (на уелски: Pontardawe) е град в Южен Уелс, графство Нийт Порт Толбът. Разположен е около река Тауе. Намира се на около 35 km на северозапад от столицата Кардиф. Имал е жп гара до 1964 г. Известен е със своя ежегоден музикален фестивал, който се провежда през месец август. Населението му е 5035 жители според данни от преброяването през 2001 г.

## Побратимени градове
- Локмине, Франция